# Georg Ernst von Reichau
Georg Ernst von Reichau (7. maj 1658 på Bärwalde i Hertugdømmet Münsterberg – 21. april 1735) var en dansk stiftamtmand.
Han var søn af baden-durlachsk gehejmeråd Friedrich von Reichau til Bärwalde og Catharina von Fuchs, fødtes 7. maj 1658 på Bärwalde i det münsterbergske, kom som ung til det danske hof, udnævntes til forskærer og kammerjunker og fik 1685 bestalling som amtmand over Aalholm og Maribo Amter. Han og familie boede på Ålholm Slot. 1689 fik han tillige Halsted Klosters Amt at forvalte og beklædte disse embeder i 50 år til sin død. 1722 blev han tillige stiftsbefalingsmand over Lolland og Falster. 1697 udnævntes han til etatsråd og 1717 til konferensråd. 1729 fik han Det hvide Bånd. Efter faderen arvede han Bärwalde og fik 1689 af Christian V, hos hvem han stod i høj gunst, skænket gården Binnitze, som han 1695 afstod til Eggert Christopher von Knuth. Reichau skildres som en from, godtroende og tillige sygelig mand, der overlod sine folk for megen myndighed. Han var tillige oberst ved Oplandske Regiment.
Georg Ernst von Reichau var gift 1. gang (6. maj 1685) med Sophie Amalie komtesse Holck (død 22. marts 1694), datter af Christian Christopher greve Holck. Sophie Amalie døde i barselsengen, den 12. marts 1694 fødte hun på Ålholm datteren Sophia-Helviig, døbt samme dag (fra Nysted kirkebog). Han blev gift 2. gang (1699) med Anna Margrethe von Knuth (4. december 1679 på Leizen i Mecklenburg - 5. december 1712), datter af Joachim Friedrich von Knuth til Leizen og Christina von Wancken. Fru Anna Margrethe von Knut på Ålholm blev den 19. december 1712 indsat i Nysted kirke (fra Nysted kirkebog). Stiftamtmand Reichovs lig blev den 2. maj 1735 indsat i Nysted kirke ved Ålholm. Ligeså blev en datter indsat i kirken.